# Cima del Redentore (monti Aurunci)
La cima del Redentore (1253 m s.l.m.) sui monti Aurunci nel comune di Formia non è una montagna a sé stante come a volte viene considerata ma è semplicemente la spalla meridionale del monte Altino.
Ciò nondimeno, dalla cima si può osservare un ampio panorama sul litorale di Formia e sulla costa del mar Tirreno - da Gaeta a Scauri, la foce del Garigliano, il monte Massico, il Vesuvio, il monte Faito, Ischia e Capri.

## Descrizione

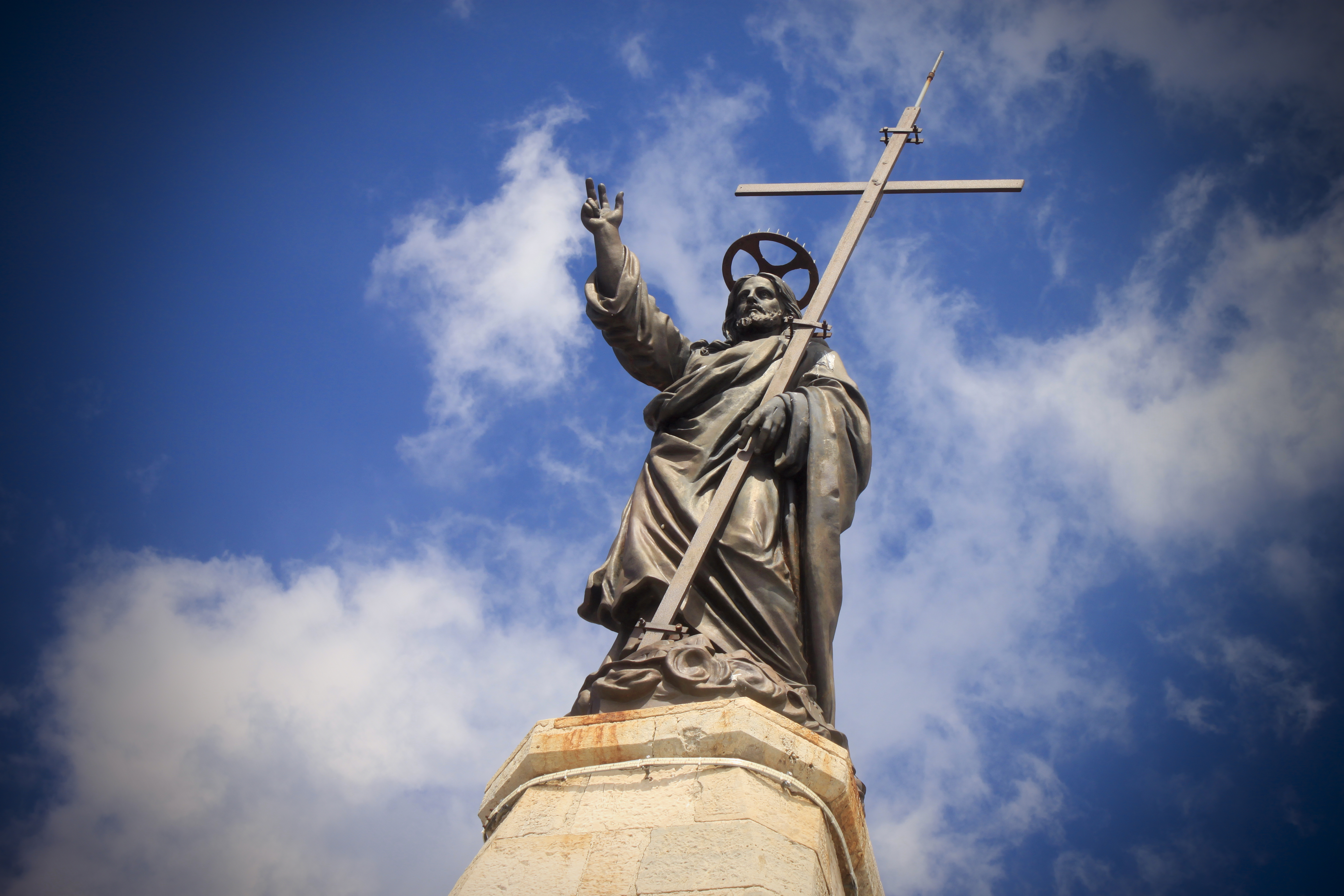
Statua del Redentore - Formia - Parco Naturale dei Monti Aurunci

Dalla cima del monte Altino (1367 m s.l.m.), in direzione del mare (sud), si stende la parete meridionale che ha il suo punto più basso nella Sella Sola (1226 m s.l.m.); da qui, il crinale risale brevemente fino ad una caratteristica cupola rocciosa, dove si trova una cappelletta sul cui tetto è posta la statua in bronzo del Redentore. L'autore fu l'artista arpinate Vincenzo Morricone.

## Vie di salita
Partendo dal borgo di Maranola (268 m s.l.m.), è possibile arrivare alla statua del Redentore seguendo un sentiero battuto che passa prima sotto la Roccia Laolatra, successivamente per l'eremo di San Michele Arcangelo e infine sulla Sella Sola (1226 m s.l.m.). Il punto di partenza del percorso è il Rifugio Pornito, raggiungibile in macchina da Maranola seguendo le indicazioni stradali per "statua del Cristo Redentore". Una volta arrivati in prossimità del rifugio si può procedere a piedi sul "sentiero dei pellegrini" fino ad arrivare alla cima. Nella stagione invernale si possono verificare copiose nevicate.
In alternativa si può proseguire per la strada (sterrata) fino alla forcella di Fraile (alla base di monte Revole), continuare ancora fino a giungere al versante settentrionale del monte Altino; quindi si sale sulla cima per poi scendere dalla parte opposta, fino al Redentore.

## Altre informazioni
Lungo il sentiero che conduce dal rifugio alla Sella Sola si trova la chiesetta di San Michele Arcangelo (1220 m s.l.m.), incastonata nella parete rocciosa. Il santuario risale al IX secolo ma fu ricostruito nell'Ottocento.

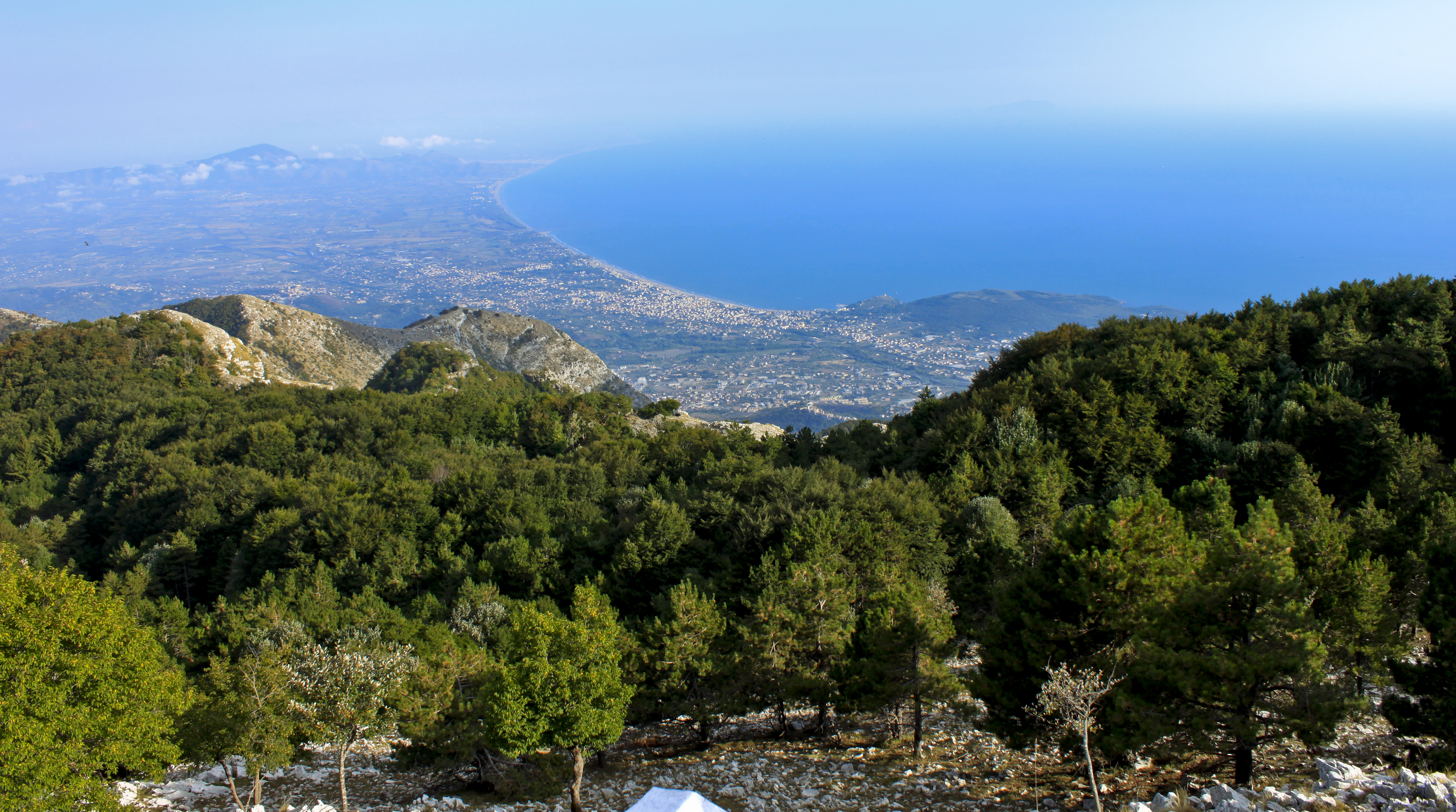
Panoramica sul parco naturale Monte d'Oro, Scauri - Parco Naturale dei Monti Aurunci